# 香港製造業
香港製造業有悠久的歷史，惟直至1950年代後才有重大的發展，至1970年代初期到達頂峰，並且維持蓬勃發展至1980年代中期。進入1980年代，隨著生產工序北移中國大陸，香港公司則轉向生產前期和後期的管理與支援活動。至1990年代中期，香港經濟結構轉向高度服務業為主，製造業在香港經濟中的地位趨於下降。
早於19世紀中香港開埠不久已經出現以造船為主的製造業，1920年代，香港島東部及九龍油麻地一帶也先後發展手工業。但香港製造業的急促發展，直至1950年代才開始。當時來自上海，從中國大陸南下以躲避戰火與中共政權的資本家、實業家大批湧入由英國殖民當局管治下的香港，為其後香港製造業的興盛寫下重要的一頁。在1950-80年代，製造業是香港經濟的主要支柱，由於香港土地狹小，不適宜重工業發展，故香港一直走輕工業為主的發展道路，1960-70年代輕工製造業是最大行業，包括早期的塑膠花、紡織以至後期主要集中進行以簡單機械輔助的勞工密集製造程序的電子產品、玩具、鐘錶等；工業產品行銷世界各地。然而，隨著1970年代末以來本地人力、土地成本上漲，歐美國家對香港實施貿易配額，以及1979年中國大陸的改革開放對港商的吸引，使香港絕大多數的工廠生產線北移至中國內地，香港製造業從此式微。至1990年代，從事生產的工廠，在香港已接近完全消失。

## 開埠初期的造船業
開埠以前有製造石灰與瓷器。

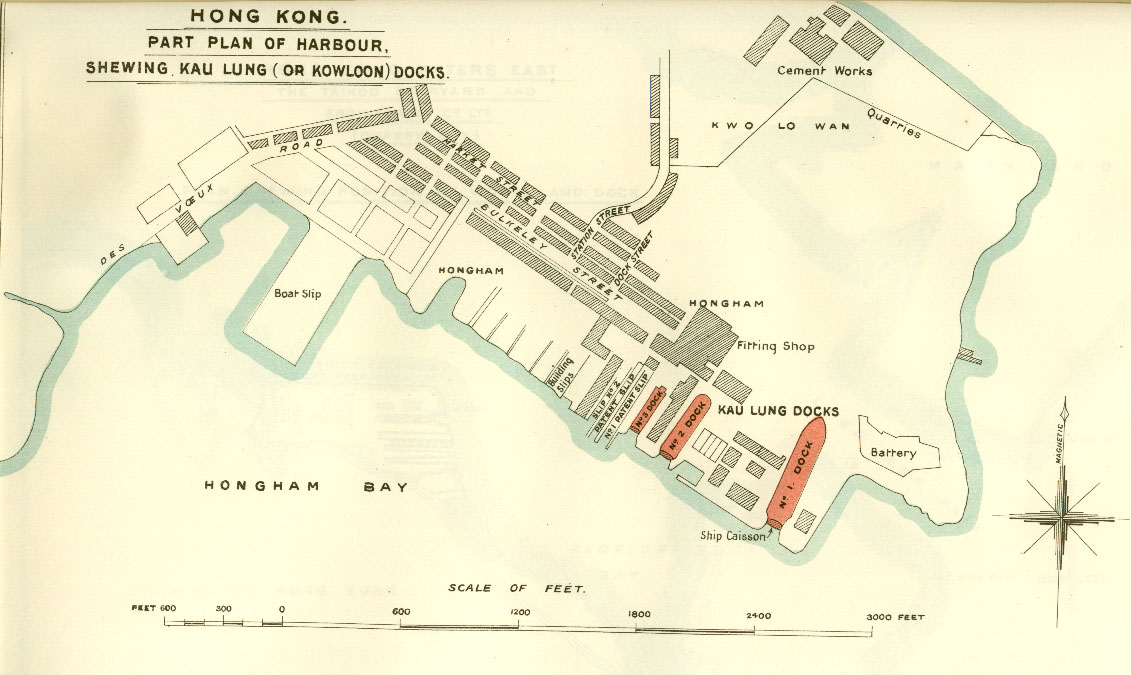
1900年代黃埔船塢（時稱九龍船塢）平面圖

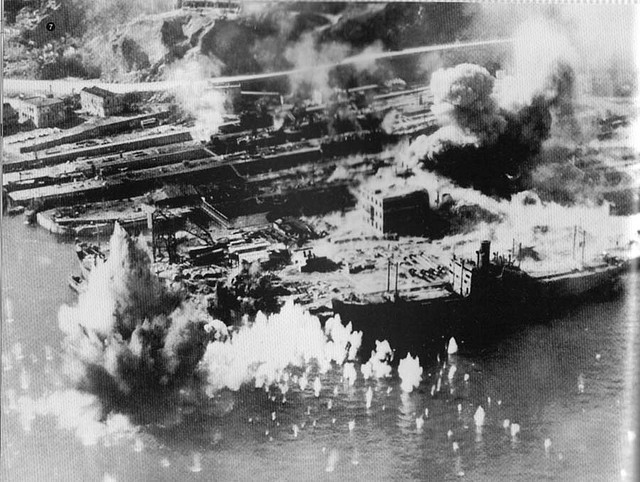
二戰後期被美軍轟炸的太古船塢，其時香港正處於日佔時期

開埠初期的香港工業以造船業為主，這是由於香港經濟在當時主要依靠轉口貿易，作為英國殖民者在遠東建立的一個自由港。香港除了需要為停泊的商船和軍艦提供維修外，本地商人也存在建造貨輪前往海外經營航運貿易的需求。1863年7月1日，怡和洋行、鐵行輪船公司、德忌利士洋行等幾家船東在當時紅磡和大環南面的海岸合夥創辦了黃埔船塢，並由後來成為香港上海滙豐銀行總經理的鐵行公司駐港監事湯馬士·修打蘭出任主席。1866年黃埔船塢根據1865年立法的公司法於香港注冊，組成有限公司。1870年黃埔船塢與紅磡的聯合船塢公司合併，成為當時香港最大的船塢公司。1880年黃埔合併了大角咀的四海船塢公司，手執香港修船和造船業牛耳。1900年於黃埔船塢工作的工人達4,510人。
19世紀末至20世紀初由黃埔船塢建造包括美國等國的船隻：
- 美國海軍砲艇馬里韋萊斯號（USS Mariveles，1886）（英语：USS_Mariveles_(1886)）。
- 貴生號（Kwai Sang，1917）
- VSIS Changte 1925，澳洲東方航運貨船（英语：SS_Changte_(1925)），後來成為皇家海軍補給船（編號Y1-9（英语：Category:Stores ships of the Royal Fleet Auxiliary））
- 生和號（Sang Wo，1926）
- VSIS Taiping 1926（英语：SS Taiping (1926)），澳洲東方航運貨船（英语：Australian Oriental Line）

除了黃埔船塢之外，太古公司也在1883年於當時荒蕪一片的鰂魚涌附近發展當時香港最龐大的工業區，設立了太古船塢，太古船塢曾是是香港規模最大的船塢，全盛時期一度僱用了超過5,000名工人，而造船技術和出產船隻的排水量皆與當時亞洲另一造船大國日本齊名。同一時期，太古公司也在太古船塢附近修建了太古糖廠及香港汽水廠，制糖和食品生產也成為了19世紀香港造船以外的一些周邊工業。

## 20世紀初至戰前的華資輕工業
由於英國殖民者在開埠初期對香港的發展主要以貿易轉口經濟為定位，再加上香港山多平地少、缺乏工業生產資源，故英國資本對造船業以外的工業投資並沒有太大的興趣。相反英國人對中國沿海發達地區，如接近工業原料出產地的長江出海口城市——上海的工業發展更感興趣。這樣一來，香港開埠前期本土的其他工業領域就完全留給了華人資本進行開發。
近代香港的华资工业發源于19世纪下半葉，当时出现了万隆糖姜厂、盛祥凉果厂等以手工業為主的工廠。至19世纪末，一些从事机械化生产的企業也逐漸湧現，如1891年开办的大成机器造纸有限公司、1898年前后开办的九龙隆记火柴廠等，就是几家具代表性的華資工厂。。踏入20世纪之後，尤其是第一次世界大战以后，香港华资工业的发展速度有所加快。這些屬於不同產業的工厂包括：

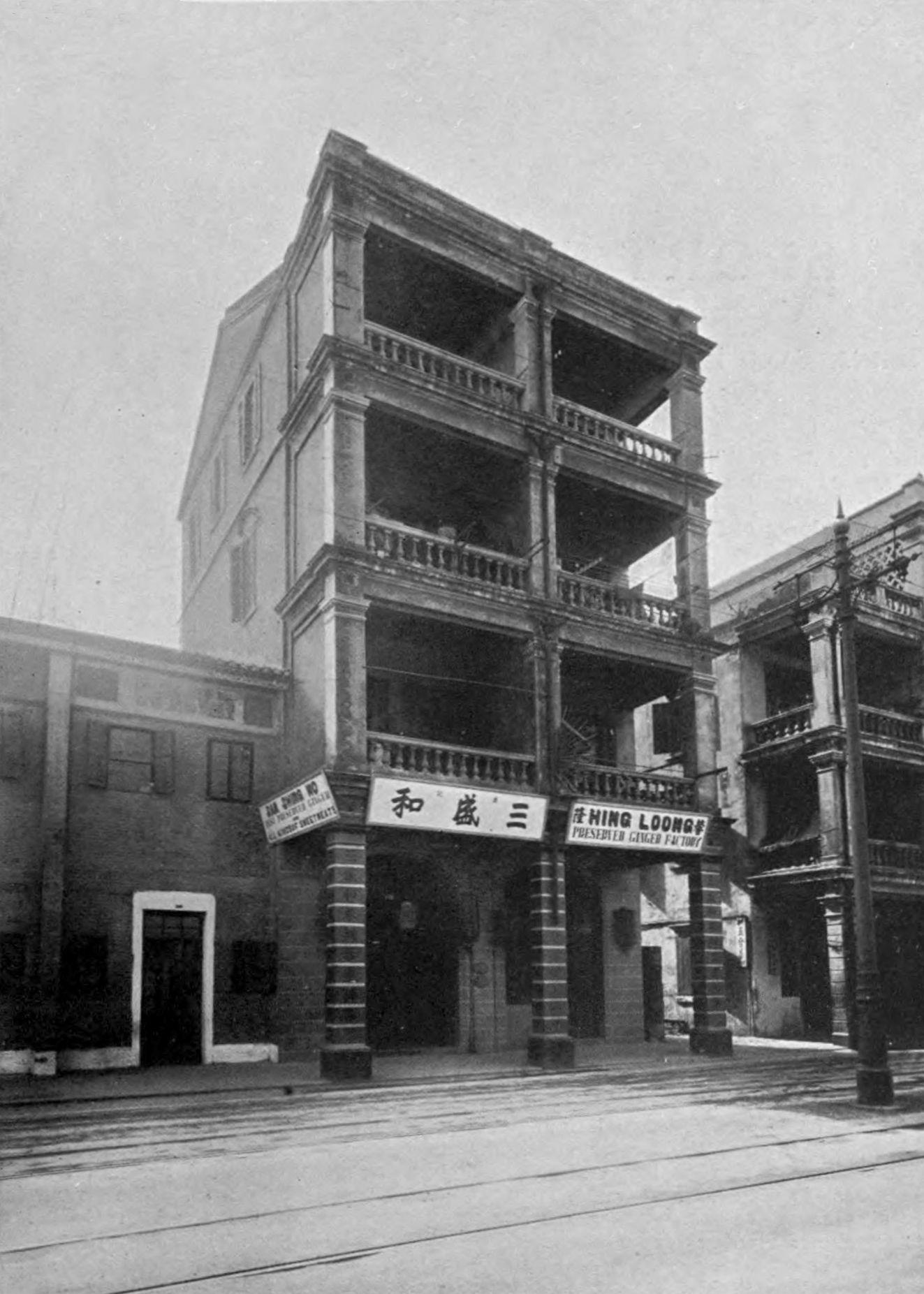
1908年位於德輔道西一座唐樓裏的興隆糖薑廠

- 织造业：1920年代以前，香港已有如利民兴国织袜厂、绍兴织造厂、大兴织造厂等少数织造工厂成立。1920年代以后，織造業獲得大幅擴張，湧現了一大批具有一定生產实力的工厂，如维新织造厂（1920年）、南华织造厂（1921年）、咏鹏毛巾厂（1922年）、棉艺线衫袜厂（1922年）、聘成毛织厂（1922年）、荣兴织造厂（1924年）、三光电力织布厂有限公司（1926年）、元兴织染厂（1927年）、民元电机布厂（1927年）、艺生织造有限公司（1929年）、三星织业厂（1929年）、九江电机织布厂（1930年）、星洲织造厂（1930年）、全新线衫厂（1930年）、金和利染厂（1931年）、中华织布厂（1931年）、竞东毛巾织造厂（1932年）、新华织布厂（1932年）、国光电机布厂（1932年）、中国线辘公司（1933年）、中华电机布厂（1934年）、安亚织造厂（1935年）、亚兴祥电机染织布厂（1936年）、永成电机织布厂（1936年）、华业棉毛织造厂（1936年）、光明电机织造厂（1936年）、民生电机织布厂（1936年）、永兴电织布厂（1936年）、勤工织绸厂（1936年）、志利织造公司（1936年）等等。從以上琳瑯滿目的織造廠不難看出，在20世紀上半葉的期間，織造業在香港華資工業裡面所佔的主導性地位。

- 製帽业，這時期開設的製帽工廠計有：美和製枳製帽公司（1916年）、中华兄弟製帽公司（1921年）、福昌製帽厂（1926年）、利华製帽厂（1927年）等。
- 化妆品业：百家利有限公司（1918年）、先施化妆品有限公司（1922年）、和记行粉庄（1934年）、三凤粉庄34年)等。
- 树胶业：大行树胶（1922年）、冯强树胶厂（1925年）、香港树胶制造厂有限公司（1931年）、华强树胶厂（1936年）等。
- 五金业：广长兴机器船厂有限公司（1913年）、广生机器厂（1918年）、昌兴机器製罐厂（1926年）、粤生机器厂（1928年）、南针制造厂（1928年）、美利厂（1930年）、日升制造厂有限公司（1931年）、保罗电池厂（1931年）、光宇制造厂（1933年）、金华金属制品厂（1933年）、捷和钢铁厂（1933年）、安亚金属制品厂（1935年）。
- 製漆业：国民製炼漆油有限公司（1932年）、中華製漆有限公司（1932年）。
- 建材业：青山陶业（1927年）、南华砖厂（1931年成立，1935年由建生砖厂接管）。
- 钮扣及内衣业，钮扣生產廠有：华兴电机製钮厂（1929年）、中华电机製钮厂（1935年）等；而内衣业则有同兴昌记公司（1930年）、广兴泰内衣制造工厂（1931年）、国民内衣制造有限公司（1936年）等。
- 卷烟业：南洋兄弟烟草公司（1905年）。
- 制药业：陈李济药行（1922年）、永华药厂有限公司（1930年）。
- 食品业：祥发罐头公司（1922年）、大陆商业罐头公司（1923年）、嘉頓有限公司（1926年）、李成兴鱼露凉果罐头厂（1927年）、淘化大同罐头酱油公司（1930年）、中国妙供味本厂（1934年）。
- 印刷出版业：博文铸字有限公司（1922年）。

从上述資料不難看出，1920-30年代是香港华资工業的起步時期，而且也是發展形勢頗佳的一個時期。1920年，香港华资工业资本总额为1,750万元，至1935年则估算為5000万元，十五年之內增長了大約180%。1934年，全港拥有工厂总数为419家。华资工业的门类也由初期的藤器家私、饼干业、烟业、枧业、等手工業升級到以电筒、电池、机器、铜铁、玻璃、織造、皮革、印务等為主的機械化生產工业，其中當屬织造业的发展最快，并成为华资工业主導性產業。
然而，對於管治香港的殖民地政府來說，他們專注的仍是貿易、轉口、銀行等商業性領域，製造業在殖民者眼中是几乎被忽略的，故华资工业的悄然兴起，大出港府所料。1935年，香港政府任命的经济委员会才正式指出，华人工业「近年来有伟大之发展」。委员会在报告书中如此描述：「本委员会未考察之前，委员等与本港各界人士存在一种倾向，认为香港工业范围狭小，无甚重要。惟经详细考察，搜罗证据之后，委员等乃认定本港工业占有相当程度，使吾人不得轻视」。不過，委员会对當時香港工業發展的前景仍有所保留，這可以從报告書的總結陳述看出：「根据所搜罗之证据，认为香港之工业，其发展之势，或不超出现在之情况」。由此可見，儘管戰前香港华资工业的发展已经有一定规模，但与世界上其他真正意義上的工业化城市（如英國曼徹斯特，美國匹茲堡、底特律，德國的魯爾工業區）相比，仍相去甚遠。因此，當時的殖民地政府對香港这个以商業貿易經濟為主的轉口港的工业发展前途，並沒有作出乐观的判斷。
1937年爆發的抗日戰爭並沒有波及屬於英國殖民下的香港，但對自1930年代以來社會發展蒸蒸日上的中国內地來說，日本帝国的的侵略可謂是重大的打擊。由於七·七事变后有近百万内地居民南下避难香港，造成本地市场需求的迅速扩大，而香港的华资工业则得到了加速發展的机会，进入快速增长的年代。就以牙刷製造業來說，由于人口膨脹，本地牙刷需求大增，因而1937年後新開的牙刷厂达八九家之多。另外，基於對日本侵略的民族情緒，國人抵制日貨的意識高漲，越來越多中國人寧可選擇華資生產的「國貨」，也不購買儘管質量更佳的日本貨。這也為香港日佔前夕的華資工業注入了很強的發展動力。
在境外市場方面，不論是1937年和日本對抗的中華民國政府和1940年納粹德國佔領全西歐後與之單獨對抗的英國政府，都需要大量的軍需用品以支持戰爭需要。香港的华资工厂因而接获大批军品订单，出现了战时景气的特殊现象，其中以五金、树胶、油漆等业受此影响最大。如大华铁工厂承接中国政府、香港政府及英联邦各国政府军用物品订单，雇工在2000人以上。郑植之兄弟创办的中美风灯制造厂，直接间接为中国政府和香港政府服务，制造各种军用附属品，如军用水壶、军用皮带扣等。该业中的手电筒业于1940年达到发展的鼎盛期，原因是其時遭受德國轟炸的英國需要實施嚴格的灯火管制，當地居民需要大量的手电筒作照明之用。当时从香港输往英国的电筒、电池货值每月可达百余万元。另一個行業树胶业则承接了大批防毒面具订单，香港的几家树胶厂日夜开工，為中華民國政府軍赶制防毒面具，如中英橡胶制品厂就僱傭了300多名工人昼夜生产，制造防催泪弹镜、防毒面具、军用雨衣等單兵防化裝具。
不過，戰前香港工業的「特殊繁榮」，很快便因太平洋戰爭的爆發、香港的迅速淪陷，進入黑暗的三年零八個月日佔時期而結束。

## 1945至1985年：製造業鼎盛時期

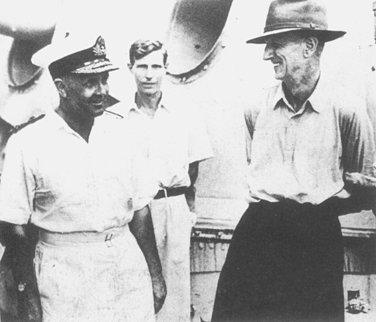
奉命接管香港的夏慤（左）與前輔政司詹遜（右）會面

二次世界大戰結束之初，香港由於人口在日佔時期大幅減少，日本軍政府對香港的掠奪性經濟政策（如強制兌換日本軍票）造成香港一度出現經濟困難，糧食與日用品供應匱乏、通貨膨脹、大批人口失業。面對危機，重返香港的夏愨軍政府採取了下列措施恢復社會秩序和發展經濟：
- 實行糧食配給
- 恢復港元流通
- 重建學校

1945年11月，管制政策結束，大部份物資恢復自由貿易。香港經濟復甦速度驚人，戰前的轉口貿易亦漸恢復與發展。不過，不出幾年後爆發的朝鮮戰爭完全扼殺了香港的轉口經濟。

### 紡織業
香港紡織業的發展可源溯自上1940年代末期，當時中國大陸沿海地區如上海一早已經發展出頗為蓬勃的紡織工業。不過，由於1946年爆發的國共內戰及隨後國民黨政府的全面潰敗，在戰亂和恐共心態下，大批紡織工業家攜帶資本和熟練技術人員逃難香港避險。部分人本來還懷著暫避的心態，加上香港發展空間狹窄、資源短缺，故並未準備在港作長遠規劃。不過1950年因韓戰招致的國際對華禁運，以及1956年由中共當局發動的，針對資產階級和商人的「公私合營」運動，則徹底打消了落腳香港的工業家們回歸故里的念頭。早期的香港紡織業主要是掌握在外省人的手中，來自廣東的潮州人在這個行業方面扮演十分重要的角色，不過他們的工廠規模不及資本技術雄厚、辦廠經驗豐富的上海人。而戰前主導香港工業市場的本地人反而在強大的競爭對手壓境下，在紡織業方面無甚作為。 
1950年代初期由於香港的社會發展不完善，工業配套方面（如能源、原料、運輸供應）因戰亂變得更加缺失嚴重。工業發展可謂佈滿荊棘。據已故香港著名實業家安子介這樣憶述他在自己在1950年在九龍青山道創辦「華南染廠」：
|  | 那時香港經常斷水，而染廠恰好需要大量用水，他們只好到跑上山上去泵水，可以想像環境即使如何惡劣，早期的企業家們亦嘗試一切方法去克服，這正好體現香港人開拓進取和敬業的精神。 |

第二次世界大戰結束後香港第一間紡織廠在1947年建立，其後紡織業在港發展迅速。翌年紡織廠已猛增至1,000家，僱傭的工人有52,000人。。十年後的1957年，工廠的數量飈升至3,300百家，工人則有15萬。行業的高峯出現在1967年，工廠的數量增長至11,000家，聘用工人43萬。在這二十年間，工廠和工人的數量均以幾何級數攀升，這反映了香港工業增長強勁，同時也為香港在60年代晉身「亞洲四小龍」奠下了堅實的基礎。
在銷售市場方面，由於國際社會對中國大陸的禁運政策一直持續到1970年代，故在此之前香港的紡織品一直以出口至國際市場（如歐美、東南亞地區）為主，由於香港自開埠以來一直奉行的低關稅自由貿易政策，加上已發展近百年的深水港口配套設施。使得香港的紡織品很輕鬆便能通銷往世界各地。這種興旺現象一直到1970年代中後期西方國家實施貿易配額政策後才終止。直至今天，雖然工業式微，香港仍保持世界頭3大紡織品輸出地的位置。而香港最後一間紗廠、位於屯門工業區的大興紗廠終因成本愈來愈高在2014年5月停產。

### 製衣業
和紡織業相似，戰後香港的製衣業發展也得益自中國大陸逃亡南下的實業家和技術人才。在1950年，香港僅有41间制衣厂，雇用1,944名工人，约占本港工厂总数的2.8%及占本港制造业雇员总数的2.4%。。和紡織業相比，在香港工業比重上較為佔輕。
不過，香港制衣业在其後的三十年時間裡发展蓬勃。1960年代初期，才發展十來年的制衣业超越纺织业成为出口收益最大的行業。也是制造业中雇用工人最多的工业（職衣業本身就是勞工密集工業中的典型）。得益於1960-70年代香港有大量廉价劳工供应、而歐美發達國家又逐漸把勞動密集工業轉移至次等發達地區，製衣業的發展可算是如日中天。不過，隨著1970年代石油危機後西方國家普遍實施貿易配額政策，以及香港本地勞工的工资上漲，在中共當局實行改革開放政策之後，香港的製衣工廠紛紛北移至發展空間更大、工資更低廉的中國大陸。而仍然堅守香港的製衣企業唯有重新定向發展路線，通過提高产品质量，加出口项目的价值及发展新产品，其中包括用各种混合纤维制造的高档时装打開銷路，繼續生存。
在1950-70年间，香港製衣厂的数目以平均年增長率24.9%的速度由41间增加至3,491间，雇員人数以平均年增長率24.6%由1,944人上升到148,025人。按1975年的統計數字，香港當時共有8,047间制衣厂（佔制造业工厂总数25.9%），共僱用257,595名工人（佔制造业僱員总数37.9%），是制造业中規模最大的行業。由1975年至1980年代中期，该工业以產值计算，雖然仍有增長，但占整体制造业比例开始下降：1987年制衣厂的数目增加至頂峰，達10,556间，但却只占当时制造业工厂总数20.9%。同样地，制衣业1986年的僱員数目也达到頂峰，共有299,932人，占当时制造业雇员总数34.5%。自此，製衣厂数目跌至1992年的6,980间（佔制造业工厂总数16.6%），而雇员数则跌至186,607人（佔制造业工厂总数32.7%），跌幅分別為66%及62%。不过，制衣业仍保持香港製造業的老大位置，规模是同期纺织业的兩倍。
在市場銷售方面，受制於對華禁運，香港的成衣銷售市場在1980年代之前均以歐美為主，同時也有外銷往東南亞地區。香港制衣业的产品出口值，从1960年的10.1亿元增至1992年的771.56亿元，平均年增幅为14.5%。自1960年代起，制衣业成為當地出口額最大的產業，占香港产品出口总额的三成以上。除了1975年全盛时期的44.6%外，所占的工業產值比例徘徊在30%至36%之间，1992年則下跌至33%。以淨值计算，香港在1973-85年间是世界上最大的成衣出口地区（除了1978年和1979年被意大利超越外）。1986年，意大利再度超越香港，并一直保持龍頭位置。从此香港便降級為世界第二大成衣出口地区（1988曾为南韩超越）。在1999年，香港被中国大陸和意大利超越之后，在成衣出口淨值上再度降級，但仍保持世界第三的地位。
成衣工業不但對1960-70年代的香港經濟帶來巨大的貢獻，更促使香港成為世界最大成衣製造中心之一，衣服售價相對便宜，也常常舉辦時裝展覽會，歐美時裝的新潮流、新趨勢，在當時香港很快便會風行一時。除此之外，成衣工業的發達也對當時社會的生活文化也帶來很大的衝擊，間接打下了香港現代文化的基礎。在過去的年代，在香港這個以華人為主體、中國文化根深蒂固的城市裡，照顧家庭都被每一個成年人（特別是家庭婦女）所極為注重。然而製衣廠冗長的工作時間，主要來源恰恰為家庭婦女的製衣工人待在工廠的時間比待在家裏更長，完全不能做到以往已婚婦女要守家「相夫教子」的標準。在家庭基本經濟的需求和人們積極改善生活的驅使下，婦女犧牲時間全職照看家庭已不可能。為了照顧家中的老幼，她們唯有和社區保持緊密的維繫，由於當時的工廠大廈離民居並不遠，於是工作場所成為了家庭的教育中心或是「第二個家」。家中的女兒或母親開始大量投入勞動人口中，成為新時代的職業婦女。。社會背景的變化也成為了許多新興粵語流行文化的題材，成就了不少香港戰後新一代本地明星，當中要數影星陳寶珠的「工廠妹」形象和殿堂級歌手許冠傑的《半斤八兩》最為膾炙人口。

### 玩具業
和紡織、成衣一樣，玩具業也曾經是香港傳統重點工業，香港製造的玩具曾經行銷世界各地，出口量全球第一。但隨著勞工、土地成本上漲，以及中國大陸和東南亞的製造業自1980年代逐漸崛起，香港本地的玩具製造商再不能保持生產優勢，和其他「夕陽工業」一樣，目前香港的玩具生產商普遍採用OEM生產模式，即寫字樓繼續留守香港，但廠房基本上全數北移中國大陸。
香港的玩具業可追溯至上世紀1940年代，當時香港已開設了少量以勞動密集生產方式的玩具廠。到了1950年代，得益於南下香港的大量的廉勞動力、生產資金和技術管理人才，再加上因朝鮮戰爭造成的國際對華禁運，幾近扼殺了香港的轉口業，在急需經濟出路的緊要關頭下，香港市場上的資金開始流向工業領域。玩具在這時期和其他工業行當一樣，發展迅速，其中又以製造塑膠玩具產品為主，成為香港玩具業最重要分支。
經過二十餘年之發展，到1960年代初，香港的玩具產品種類日漸多元化，除了以往在生產技術上比較簡單的塑料玩具外，港商也開始生產含有馬達和電池的電動玩具。在1960-1970年間，香港憑著低廉的生產成本，在銷售價格上極具競爭優勢。同時，香港玩具製造商也積極舉辦各種推廣活動，以建立優質產品形象。在出口方面港商也活躍於各個重要的國際玩具展，全力瞄準特別是歐美的境外市場。此外，香港工商界亦舉辦了不少以工業產品為主題的公眾展銷會，如工展會和玩具展，以協助製造商向境內外訪客推廣其產品。憑著積極的市場推廣、低廉的價格、優良的品質、高效準時的生產與交付、尊重客戶權利和靈活變通的市場策略等經營優勢，香港玩具業逐漸成為世界重要的玩具出產地。
時間到了1980年代初，香港的玩具出口已超越日本，成為全球最大的玩具出產地。時至今日，香港出口的玩具產品仍佔世界市場的六成以上。不過，和以前純粹的「香港製造」、「香港出口」不同，自1979年中國大陸改革開放後，為節省勞工和租金成本，不少香港企業把生產線北移或外判給內地的廠商（即OEM生產模式），玩具業也不例外。玩具廠商主要在珠江三角洲設廠生產，由於當地的水平工資和土地成本只及當年香港的10%，故大部份廠商均選擇擴充生產規模。據香港貿易發展局2001年的資料，當時中國大陸約有6000家玩具生產商，大部份設立於沿海地區。其中估計約有4000家玩具廠於廣東省開設，且絕大部份屬於港資企業。
進入20世紀末21世紀初，在環球科技迅猛發展和蓬勃的世界消費趨勢影響下，科技含量更高、功能更繁多和互動性更強的電子玩具越來越受到市場歡迎。香港玩具業進入第三次轉型（第一次是戰後經營模式的轉型，第二次則是廠房北移的轉型），由低技術的勞動密集生產逐步升級向技術密集為主。為了強化產業的科技含量，部份廠商開始和其他玩具業以外的產業如：電子零件製造商、軟件開發商和遊戲程式編寫公司等進行跨行業合作。在未來發展的角度來看，科技化、創新化和差異化將是香港玩具業繼續在國際市場上生存的正確方向。

### 塑膠業

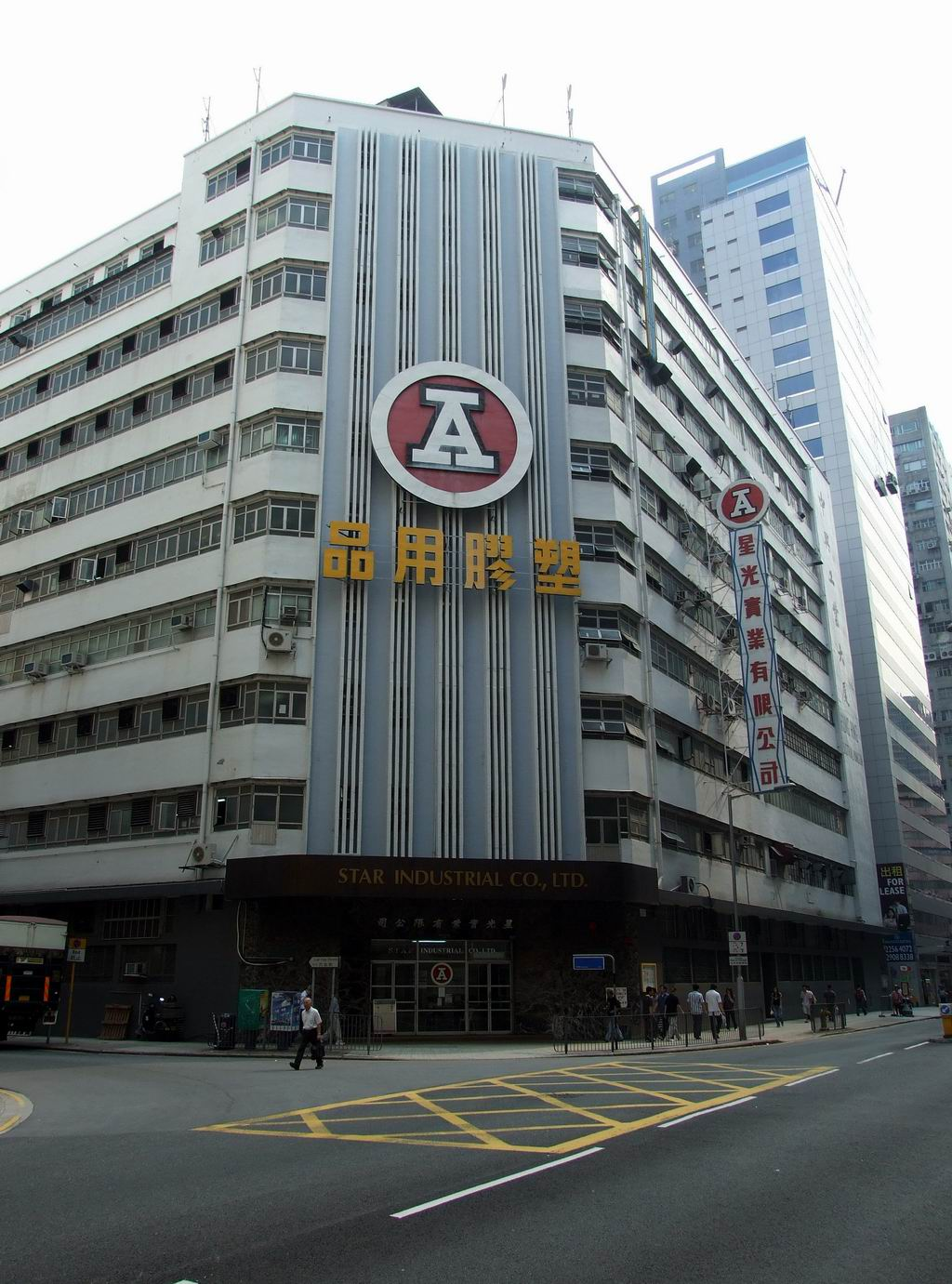
星光實業總部，留意外牆上紅A商標

早在1949年，星光實業有限公司有見塑膠家庭用品在香港的需求日增，遂由日本引進機器生產塑膠製品，並商標為「紅A」的品牌。。最初的產品僅限於刷類，如牙刷、髮刷及衣刷等，其後逐步生產各類家庭用品。戰後香港由於難民潮，人口急劇上升，對生活用水的需求激增。香港本身就缺乏淡水資源，再加上60年代初期旱災頻密，令缺水問題雪上加霜。在旱情最嚴重的1963年，港府實行最嚴厲的制水措施，四天僅供水四小時，當時香港市民排隊拿着水桶、水盆等器皿到公共龍頭等候取水，是家常便飯。除了取水外，儲水的容器也非常必要。有見及此，星光實業推出了全新的紅A塑膠水桶，當時工廠將全部桶類模具安裝到所有機器上，全力生產，每天約生產兩萬個膠桶，幾乎每天24小時開工。紅A大量出產塑膠儲水器：水桶、大盆、小盆……由於塑膠容器輕便、耐用、不易滲漏，故大受市民歡迎，紅A牌在差不多一年之內佔據了整個香港市場。。紅A牌在六十至八十年代銷量踏上高峰，到現在，紅A的產品仍然在市場上佔一定地位，成為了「香港製造」的標誌性產品之一。
1960年代末至1970年代中期，塑膠工業穩定而蓬勃發展。塑膠製品種類繁多，除塑膠玩具及塑膠日用品外，塑膠花生產（膠花）更是在香港大行其道。當時塑膠花在歐美大受歡迎，香港成遂為西方國家的塑膠花供應中心。由於需求極大，而膠花的後期加工又無需複雜技術和設備，當時的廠家一般都會外判塑膠花加工。許多居住在木屋區、公共屋邨的基層大眾，甚至未成年的學童放學回到家裏，亦會幫忙「穿膠花」賺取收入，這門手藝成了不少香港家庭幫補生活的方式。而塑膠花厂的擴張就更是驚人：1960年香港僅有塑膠花廠557家，1972年猛增到3359家。從業人員也由占全港制造業勞工總數的8.4%急升到13.2%。1969年全港塑膠出口額高達14.4257億元，比1959年的1.6214億元上漲超過十倍。港產塑膠花盛极一時，獨占世界塑膠花貿易的80%。至70年代，塑膠花業發展至高峰，香港一度被譽為「塑膠花王國」。
塑膠花以後興起塑膠珠，當時歐美地區流行用塑膠珠做首飾。以西方國家為出口市場的香港商人遂瞄準這一需求，大量生產塑膠珠。有些工廠資金不足，依賴賒貸原料來營運，如果廠商信譽不佳，便借不到塑膠原料，而塑膠生產機器的購置費則可以分期償還，相對寬鬆的信貸環境，大大降低了當時香港工業的發展門檻。當時生產塑膠花的工廠，約有一兩千間。做塑膠珠的工廠數量雖少，只有十來二十間，但由於出口市場大，產量並不低，每天生產膠珠約有兩至三噸。
繁榮的塑膠產業為香港1980年代之後的商業奇蹟打下了堅實的基礎，當中最著名的要數「塑膠花大王」李嘉誠，其經營的「長江塑料厂」為他打下了資本基礎，李其後在70年代進軍地產業，創辦了著名的華資企業長實集團，在香港確立了地產界的領先地位，李嘉誠本人也一躍成為世界華人首富。
和其他製造業一樣，大批塑膠廠自1980年逐步北移中國大陸。「一家大細穿膠花」的景象成為了香港人在工業繁榮時期的集體回憶。

### 鐘錶業
鐘錶業在香港1930年代已有發展，早年主要從事進口鐘錶的維修及零配件（如錶殼、錶帶）生產。這些維修和配件工廠只有零星數間，而且規模很小）。
日佔期間香港的鐘錶業和其他行業一樣幾乎陷於停頓。戰後重返香港的臨時軍政府面對百業蕭條、物資緊缺，採取了一些措施恢復香港經濟。隨著這些措施成效日見，香港的經濟恢復迅速，各行各業特別是龍頭產業轉口貿易復甦最為顯著。當年香港的鐘錶大多由瑞士入口，一部分貨品由本地市場消化，其他的就經香港轉運到亞洲鄰近地區。以戰後（1953年）第一份全面的鐘錶進出口統計數字看來，當年手錶入口總值為9，638萬港元，出口則為3，255萬港元（數字並不抱括由其他途徑轉口的價值）。。
進入1950年代，建基於良好的行業市況，香港的鐘錶加工廠均有不同程度的擴張，以創辦於1930年代的新記錶廠為例，1950年，該廠與員工合資開設了一家金屬製品廠，增購了製造機器，把配件產量提升至日造銅錶殼500隻  。至1950年代中期，另一家新配件廠德明錶殼廠投產，是同期行內規模最大、設備最先進者，能生產防水錶殼，僱用工人數百，產品主要供應美國鐘錶大廠。除了承包美國品牌外，香港錶商在同期也入口瑞士機械錶芯進行裝配。在1950年代初，瑞士政府曾禁止該國的錶芯出口至除美國以外的國家。香港部分商人就從美國間接買入瑞士錶芯進行裝配，其後也進口法國和德國錶芯。瑞士當局有見競爭激烈，遂更改出口政策，同意向香港直接輸出錶芯。礙於生產條件有限，香港雖有數個歐洲鐘錶大國輸入錶芯，但本地出口的手錶成品並不多。除了本地華資外，在1950年代後期，外資錶廠也進入香港，為香港帶來了新的技術生產機器。為本地鐘錶業注入新的活力，為後續發展奠定了基礎。
值得留意的是，1950年代國際對華禁運對香港鐘錶業並無太大影響，這是由於雖然失去了中國市場，但同期的日本和東南亞需求穩定，故鐘錶業的出口市場依舊龐大，並推動香港成為亞洲區內的鐘錶集散地。
1960年代，香港鐘錶業有了進一步的發展，數間瑞士鐘錶廠來港設立裝配生產線，於香港生產及出口中檔次手錶，並一改以往以錶芯出產國來決定原產地的做法。香港政府隨後也跟隨瑞士方面的做法，宣布以裝配地來決定鐘錶產地，而非過往的以錶芯來決定。這樣一來造成不少外資鐘錶裝配廠撤出香港，但這樣反而為本地華資以裝配粗馬錶為主的產業減輕了競爭。據1969年的統計，港產手錶外銷量達582萬隻，總值8，116萬港元，產品主要賣往英美、亞洲和非洲地區。當時香港工資低廉，經營自由，對積極尋求海外裝配工廠的外資錶廠來說很有吸引力。
同一時期華資手錶業也有一定發展，然而當時華資普遍出產的機械粗馬錶並非百分百香港製造，通常是採用本地生產的零配件，再搭配外國入口的機芯組裝而成。在銷售方面主要瞄準美國市場，其次是日本及南美洲。雖然本地的居民的收入日漸增加，但在1960年代一系列金融和社會風暴影響下，香港手錶還是以轉口為主。1968年香港手錶轉口值為8，800萬港元，1969年則升至1.1億港元，從生產模式來看，60年代香港鐘錶業還只是停留在貼牌生產階段。
1970年代香港鐘錶也開始邁向更高科技的層次。1974年，香港錶廠成產出第一隻LED電子手錶，香港鐘錶業出口大增，1975年輸出25萬隻電子錶，總值達到5，000萬港元。然而早期的LED顯示技術不穩定，港商其後在1977-78年改產全新的LCD跳字錶。1979年，香港手錶出口達7，339萬隻，其中七成為電子錶，成為全球產量第一的地區。
1970年，香港鐘錶出口總值1.35億港元，至1979年激增至43.54億港元，在同年出口的鐘錶產品中，手錶佔八成，時鐘和其他鐘錶配件佔兩成。港產手錶主要外銷美國，其次為西歐、日本、東南亞、中東和南美地區。另外，七十年代香港的鐘錶業第一次出現了貿易順差。
隨著1979年中國大陸改革開放，許多香港的錶商為某求更低廉成本及更大發展空間，漸漸把廠房北移，僅在香港保留設計、行政等辦公地點。1980年代初香港鐘錶廠尚穩步擴張，由1187家上升到1985年的1436家，隨後廠房數目呈下降趨勢。雖然不再於香港生產，但香港的鐘錶出口仍然強勁，由1980年出口額的62.88億港元，升至1989年的173.55億港元，出口市場主要為美國、英國、西德、日本。

### 印刷業
戰前香港的華資印刷業已經具有一定規模，大量承接因戰亂的中國大陸下發的印刷訂單。為三年零八個月日佔時期香港百業蕭條，印刷業也不例外。戰後，在廠商回流和香港軍政所採取的穩定經濟措施取得成效的情況下，香港印刷业逐渐得以恢复。隨著1946年的中國內戰，大批的印刷技术人员為逃避戰禍離開中國大陸進入香港，为當地的印刷業發展注入了大量人才，这些逃難的印務從業者多来自上海、广州，因而在港開辦印刷厂的上海和广州老板也相應增加。這批流入香港的印刷技術專才當中不缺經驗豐富、技術精湛的老師傅。不過，在印製技術方面，当时的香港印刷业仍以石版印刷、活版印刷为主。 
到1950年代，香港的印刷企业已发展至五百多家，其中约有75%屬中型企业，也有少數擁有資產数百万的大型印刷厂，以及家庭式经营的印刷坊。由于香港市场对印刷的需求不断增加，本地印刷經營者开始从外国引入自动化印刷器材和其他新技术，以提升生產效率和質量。虽然平版印刷从1930年代已经引入香港，但要二十多年後才普及於印刷業界。在速度和质量上，平版印刷均遠超石版印刷，因而後者日漸被業界淘汰。五十年代中期，香港的大型印刷厂又開始从外國進口四色印刷机，以發展彩色印務。其后，香港的天天日报成為當地首份採用彩色印刷的報刊。因應制版质量需求的提高，印刷業界隨後又引進了香港第一部电子扫描分色机，並采用了當時比較先進的镜头分色制版技术。除了因應生產需求引入先進技術之外，香港印刷業界亦大力開辦各種技術培訓課程供有志者修讀，以供行內人士提升自身價值和技術水平。到了1950年代末期，香港印刷业在生产能力、灵活性及质量方面，均具顯著進步，成为當時东南亚的印刷中心，尤其是在彩色印刷方面  。 
1960-70年代，由于香港拥有世界一流的深水港口和自由寬鬆的贸易环境，很多加工业如玩具、手表、服装、电子、塑料制品也相应地蓬勃发展起来，形成以香港为中心的加工生产集散地。香港工业的快速發展，加上在出口外銷工業产品時需要大量包装印刷品，从而促使香港的包装印刷业市場日益壯大。 
这个时期，由於香港工資低廉，印刷技術水平良好，除本地華資外，也吸引不少外商纷纷前來投资。1963年，兩間日資印刷巨頭企業：凸版印刷、大日本印刷分别到港开厂，引进先进机器及技术和面向国际市场的机会。于是香港的印刷厂也借此机会大舉開拓海外市场，當中主要瞄準書籍印刷。為了適應海外需求，香港印刷業界在技术、設備、人才培训等方面都進行了很大的提升。當時国际著名出版商朗文、牛津、以及读者文摘等多本国际杂志，也看中了香港交通通讯基础良好、勞資成本及税率低、经营环境稳定、出版自由的优势，都樂意把旗下書刊付港印刷，并逐步把地区总部设在香港，使香港的印刷出版業进入快速发展阶段。到1970年代末，香港已成為遠東重要的国际出版印刷中心。 
这二十年间，可以说是香港印刷业的繁榮時期，行业口碑大大提高。印刷工序趋向复杂化，印刷品朝高品質方向发展，彩色印刷的需求日增，并出现越来越多专门为印刷企业提供植字、设计、分色制版及装订等服务的专业公司。由于香港城區空間狹小，印刷厂及这些副業經營者多數互相依附，並集中在同一栋大厦或在相邻的街区，對运输、分工合作，资源共享以及成本控制等方面均極為有利。此外，良好的生產效益和质量，也大大強化了香港印刷企业的竞争力，在業務擴張和拓展海外市場方面，都有顯著的发展。根据香港政府统计处的资料，六十年代的香港共有600多家间印刷厂，七十年代已增至1,500多家，雇员也增加至近20,000人，增长頗為迅速。 
自1980年代初中國大陸改革開放以來，港商為謀求更大發展前景和降低生產成本，紛紛把製造業廠房北移中國大陸。印刷業也不例外，目前除了報社和少數外資印刷廠之外，香港的印刷廠房多移至珠三角地區繼續發展。

### 電子業
相對其他香港輕工業，電子業的發展屬技術層面最高、起步最晚的，亦象徵着香港製造業從早期倚重勞動力密集的生產模式，轉向重視高技術生產的轉變。
香港的電子工業發展於1970年代，香港電子科技一直亞洲第一，日本位第二，初期主要以組裝電視機、音響設備、收音機、有線和無線電話等家用電器為主。其後也開始代工印刷電路板、電腦芯片等業務。自1970年代末開始，香港製造業逐漸把生產線搬遷到中國內地，故純粹港產的電子產品、配件自此之後已寥寥可數。香港的電子業大多僅在香港保留寫字樓，而本地僱員多負責技術開發、行政管理以及業務行銷等文職工作。然而，在1995年香港仍然能設計出被廣泛應用於手提電子裝置的微處理器龍珠（DragonBall）。在「製造」這一環節上，電子業始終未能在香港的製造業發展歷程上留下重要的印記。
電子業教育方面，香港中文大學工程學院電子學系全港為最早成立的相關學系，原先屬理學院，由諾貝爾物理學獎高錕教授於1970年籌辦。

## 1979年至今：工廠北移與香港工業的式微
自踏入1970年代末以來。隨著勞工工資水平升高、土地成本上漲，再加上贖罪日戰爭後，石油輸出國組織對西方國家和地區實施石油禁運，為全球帶來石油危機。石油危機之下，工業生產極其依賴的能源供應也大受衝擊，香港工業地此一度蕭條。此外，東南亞新興獨立國家日漸崛起，這些國家利用更廉價的勞工和廣闊的發展空間作為招徠，積極對外招商發展輕工業。香港礙於地理環境狹窄，工業發展空間有限，加上缺乏生產資源出產，在一系列先天性局限、本地發展和國際局勢的不利因素影響下，香港工業面對著極大的競爭和生存壓力。另外，自1970年末以來極度困擾港商的新界租約到期問題，也令到香港的工業發展前景更加堪憂。
1977年，鄧小平在文革結束後再度復出，被選為中共中央政治局常委、中共中央副主席，并恢复四五天安门事件後被撤销的一切职务。次年12月，中共十一届三中全会在北京召開，會議作出了中國大陸要實行「對內改革、對外開放」的重大政治決定。1979年7月15日中共中央、国务院决定在深圳、珠海、汕头和厦门试办四個經濟特區。以吸引特別是來自香港、台灣的資本進入，以發展劳动密集型輕工業及酒店、餐飲等服务業项目。儘管中共當局開放初期，由對大陸社會體制的陌生而給外資經營管理帶來了很大的阻礙。，但在當時中國大陸勞工薪酬極其低廉、工業發展空間寬廣，易於擴張規模、生產資源的供應較香港便利以及中共當局特別是廣東省政府對外資的優待政策（如稅務優惠、土地優惠、執照批核優待、收縮在社會主義制度下的工人權利）等利好因素吸引下，仍有不少港商不畏艱難，積極北上考察並開始逐步轉移其工業生產線。
1980年香港從事製造業的人口有990,000人，佔總就業人口的42%。十年後，這個數字跌至650,000，比率降至28%。2000年，香港從事製造業的人口進一步下跌到230,000人，僅佔總就業人口7%。自1990年起，香港本地的工廠規模不斷縮小，製造業從業員不斷遞減，大量工廠工人成為失業者。昔日繁忙的工廠大廈不斷被關閉。
工廠北移給中國大陸帶來的是經濟的恢復與鞏固（一如工業在當年為香港經濟所作的貢獻）。但對於香港來說，則迫使當地進行第三次經濟轉型——由製造業出口經濟轉為以金融、服務業為主的經濟。知識型和高技術人才逐漸在香港經濟發展的角色上吃重，他們所分享的經濟成果也越來越多。在另一方面，由於工廠關閉、社會經濟結構改變，以往以出賣勞力的低學歷、低技術勞工因而失業，逐漸被社會邊緣化，再度淪為貧困階層。由於製造業缺失，香港經濟過分依賴第三產業，容易受國際經濟環境及金融市場波動影響，相對過往顯得比較脆弱（可參看1997年亞洲金融風暴、911事件、2008年環球金融危機對香港經濟的影響）。此外，由於第三產業的經濟所得大多向知識精英階層靠攏，製造業北移也間接造成了香港近20年越來越嚴重的貧富懸殊。

## 工業集中地
與世界上其他由典型的「鋸齒頂」、「大煙囪」組合而成的工業地帶不同，香港的工業由於一般僅為低污染、只需要小型機械設備即可投產的勞動密集型工業，故多數香港工廠均開設於多層工廠大廈內，形成了別具一格的工業區景象。這些工業區往往離市區不遠，對以家庭婦女為主的工人來說上班非常方便。香港政府在70年代末相繼在新界邊遠地區撥出土地發展規模較大的工業村，但由於自80年代以來香港工業逐漸式微，這些工業村並沒有很大的發展。而市區越來越多人去樓空的工廠大廈有的被拆除再發展（如觀塘的創紀之城），有的則改為寫字樓，有的就被建為倉庫，更多的現在仍處於空置狀態。儘管香港工業難看到前景，為了回應未來科技創意的發展，特區政府於2001年成立香港科技園公司，發展位於吐露港公路旁的科學園，作為香港21世紀的現代化工業村，科學園首兩期工程已於2004、2006年完工，餘下的工程已在2016年和2020年完成。

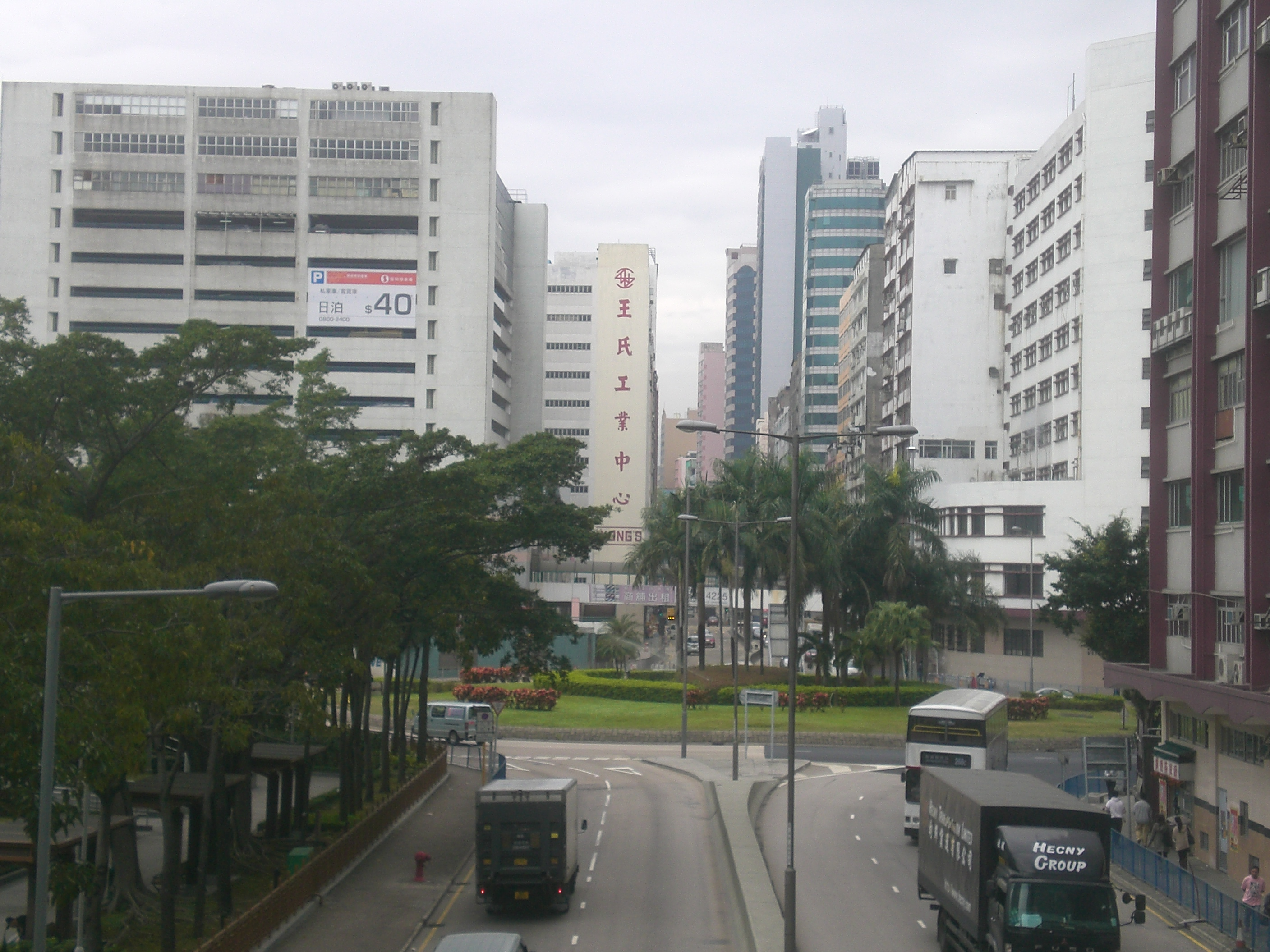
觀塘偉業街兩旁的工廠大廈，典型的香港工業區

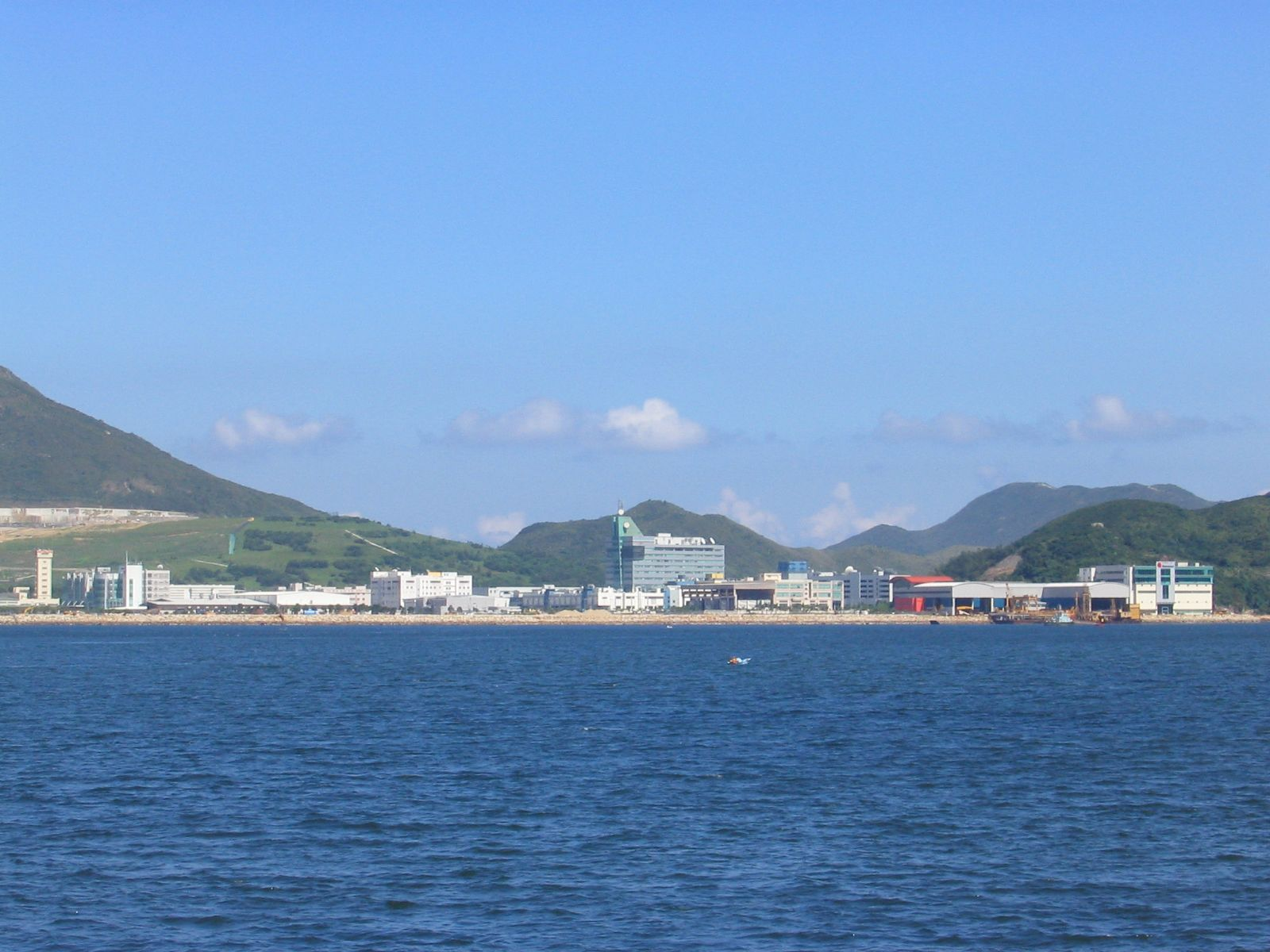
將軍澳工業邨遠眺

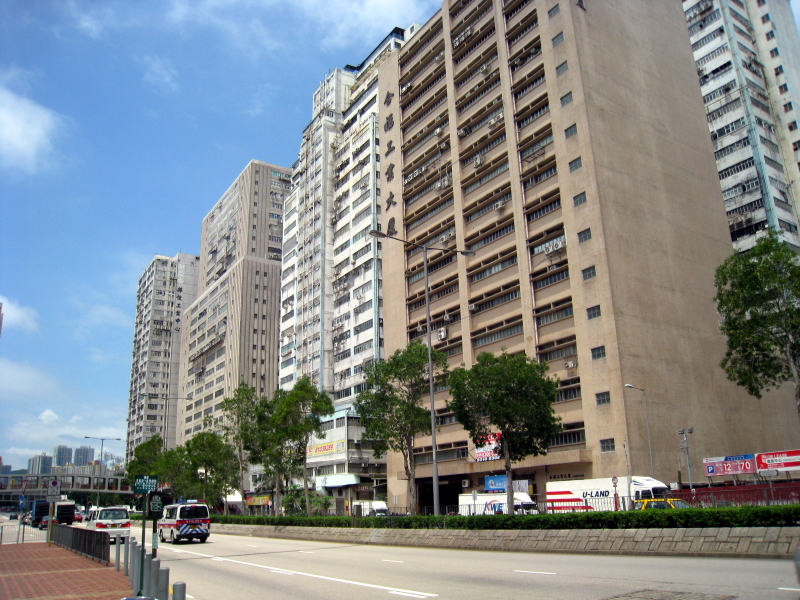
荃灣柴灣角工業區一景

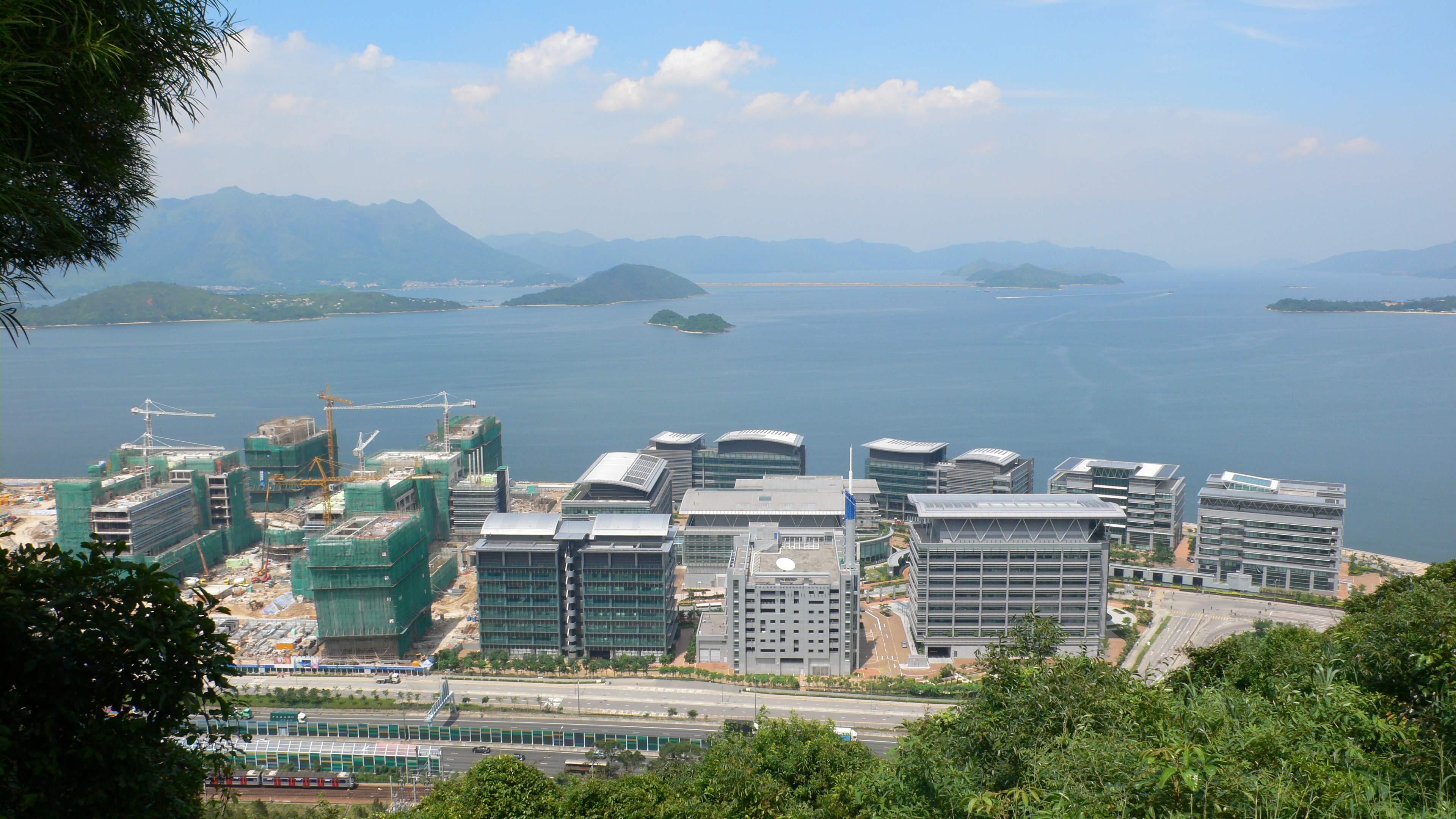
從香港中文大學遠眺香港科學園，香港21世紀以科技創新研發為定位的工業區

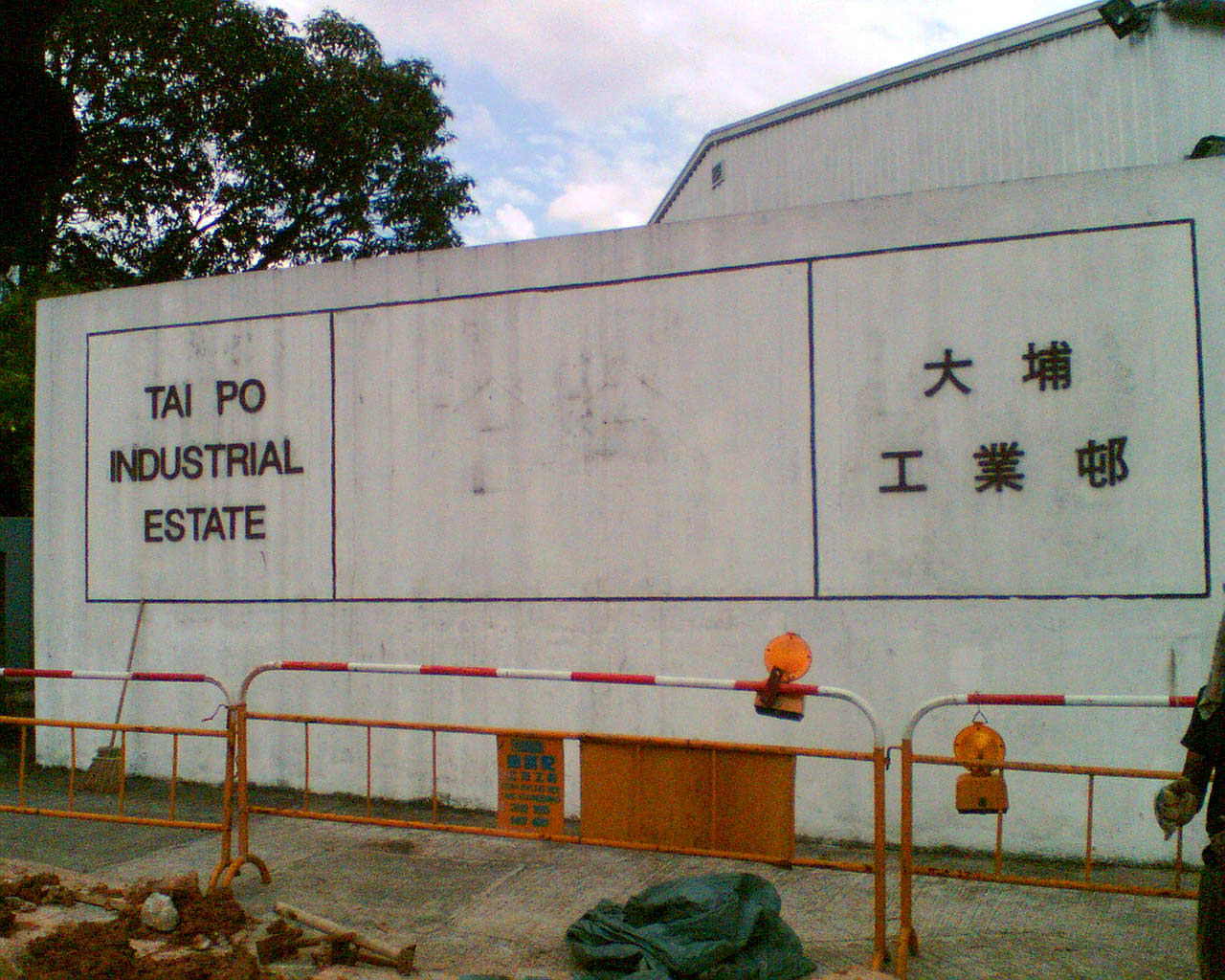
大埔工業邨

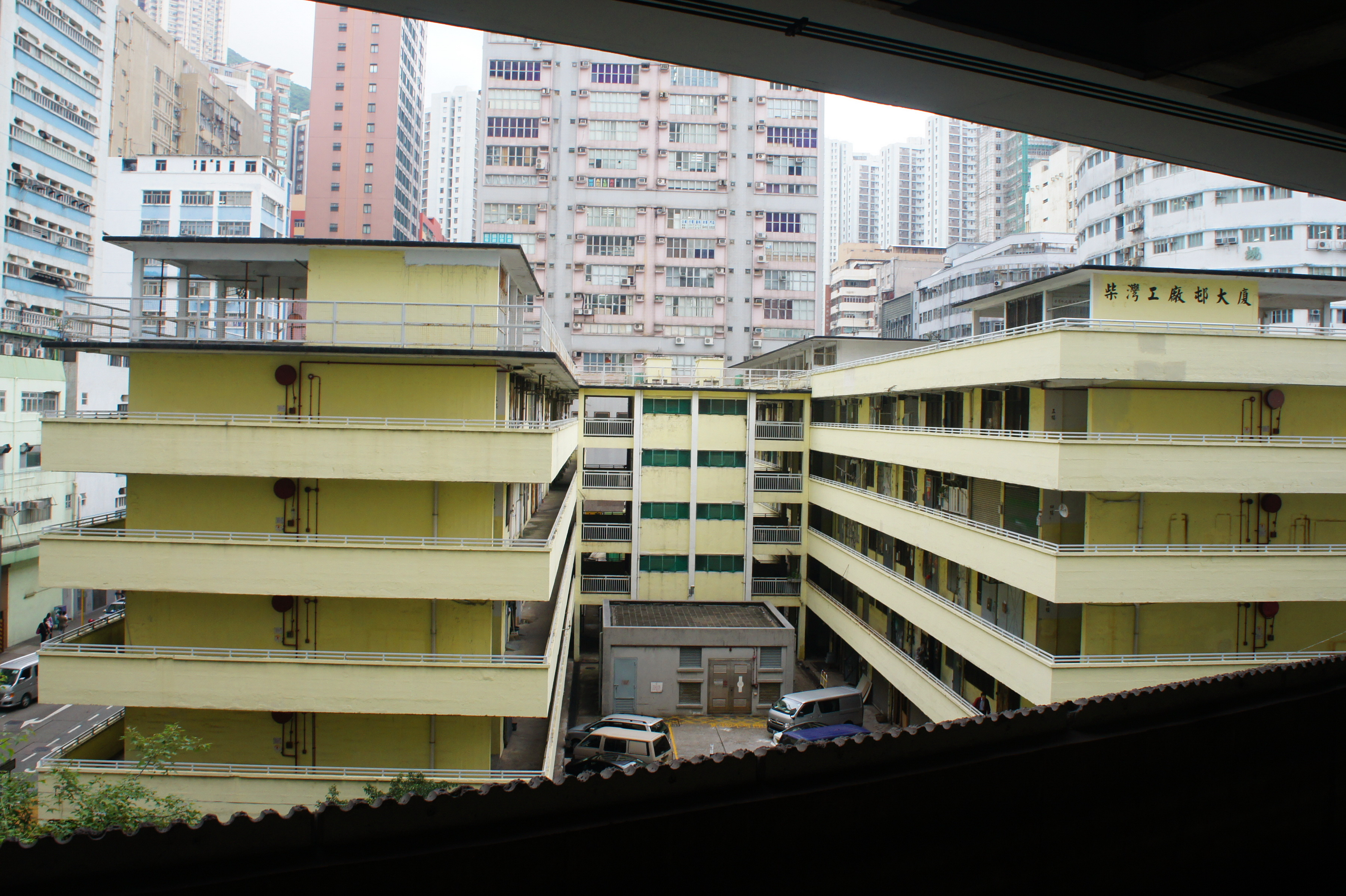
柴灣工廠邨大廈，建於1959年，樓高5層，不設升降機，原計劃於2012年9月清拆，現已改建成華廈邨作公共房屋之用

### 分佈狀況

#### 香港島
- 數碼港
- 黃竹坑工業區
- 鴨脷洲工業區
- 深灣（布廠灣）臨時工業區
- 阿公岩工業區
- 鰂魚涌工廠區
- 康民工業區
- 柴灣工業區

#### 九龍
- 油塘工業區
- 觀塘工業區
- 九龍灣工業區
- 新蒲崗工業區
- 土瓜灣工廠區
- 紅磡工業區
- 大角咀工業區
- 長沙灣工業區

#### 新界
- 將軍澳工業邨
- 大圍工廠區
- 小瀝源工業區
- 石門工業區
- 火炭工業區
- 香港科學園
- 大埔工業邨
- 粉嶺（安樂村）工業區
- 元朗工業邨（橫洲）
- 東頭工業區
- 屯門工業區
- 柴灣角工業區
- 德士古工業區
- 青衣工業區
- 葵涌工業區
- 北葵涌工業區
- 大連排工業區
- 醉酒灣工業區

## 內部連結
- 工業貿易署
- 香港生產力促進局
- 香港工業總會
- 香港中華廠商聯合會
- 工展會